# Keitarō Hoshino
Keitarō Hoshino (jap. 星野敬太郎 Hoshino Keitarō; ur. 14 sierpnia 1969, zm. 9 października 2021) – japoński bokser, były, dwukrotny mistrz świata WBA w kategorii słomkowej.

## Kariera zawodowa
Jako zawodowiec zadebiutował 3 listopada 1988 r., przegrywając w debiucie z Naruhisą Nagayamą. Do końca 1995 r. stoczył 16 walk, z których 12 wygrał i 4 przegrał. 6 sierpnia 1996 r. zdobył mistrzostwo Japonii w wadze słomkowej, pokonując przez techniczny nokaut w 8. rundzie Keisukę Yokoyamę. Do 1998 r. obronił ten tytuł 5 razy, pokonując m.in. Ernesto Rubillara.
6 grudnia 2000 r. otrzymał szansę walki o mistrzostwo świata WBA w kategorii słomkowej. Jego rywalem był mistrz, Jomarie Gamboa. Hoshino zwyciężył jednogłośnie na punkty (117-112, 115-113, 115-113), zadając Filipińczykowi 6. porażkę w karierze. 16 kwietnia 2001 r. przystąpił do pierwszej obrony mistrzostwa, mając za rywala Chanę Porpaoina. Walka odbyła się w Jokohamie, a Hoshino utracił tytuł, przegrywając niejednogłośnie na punkty (113-115, 113-115, 118-110).
29 stycznia 2002 r. w walce o zwakowany tytuł WBA w kategorii słomkowej, zmierzył się z Jomarie Gamboą. Ponownie, jednogłośnie na punkty, ale już bardziej wyraźnie zwyciężył Hoshino, zostając po raz drugi mistrzem świata kategorii słomkowej. 29 lipca przystąpił do pierwszej obrony, mając za rywala Wenezuelczyka Noela Arambuleta. Hoshino utracił tytuł, przegrywając przez decyzję większości (112-117, 111-117, 114-114) w swoim rodzinnym mieście. 20 grudnia doszło do jego rewanżu z Arambuletem. Walka odbyła się w Osace, a Japończyk przegrał po raz kolejny przez decyzję większości (113-115, 113-115, 115-115), nie odzyskując tytułu. 23 czerwca 2003 r. otrzymał kolejną szansę walki o mistrzostwo. W walce o pas WBC, Hoshino zmierzył się z Meksykaninem José Antonio Aguirre. Przegrał przez techniczny nokaut w ostatniej, dwunastej rundzie. Po tej porażce zakończył karierę.